# Кораб с пълно стъкмяване
Корабът с пълно стъкмяване е ветроход с 3 до 5 мачти, стъкмен с пълен ред прави ветрила на всяка мачта. Този тип стъкмяване е известно още като корабно стъкмяване.
Последната мачта може да носи гафелно ветрило, а понякога и гафелен топсел.
Ветроходните фрегати обичайно се строят с пълно корабно стъкмяване, поради което в някои езици функционалното наименование „фрегата“ замества термина „кораб с пълно стъкмяване“.